# Cyril Muta
Cyril Muta (Kimbe, 10 de octubre de 1987) es un futbolista papú que juega como defensor en el Maclaren FC. Su hermano, David, también es futbolista.

## Carrera
El probable primer club de Muta es el Morobe Kumuls, donde estrenó en algún momento de 2007. Jugó dos años allí y en 2008 lo fichó el Hekari United, donde jugó hasta 2010, cuando fichó por el Eastern Stars. Fue contratado por el Kakamora FC de las Islas Salomón en abril de 2011. Fichó por el POMSOE FC en julio del mismo año para jugar la liga regional papúa. En febrero de 2012, fue fichado por el Eastern Stars, y recibió el brazalete de capitán. Volvió al POMSOE FC en mayo. Fue adquirido por el Sunshine Coast Fire de Australia dos meses después. Volvió a Papúa Nueva Guinea ese mismo año para jugar de nuevo en el Hekari. Tras un paso con el Tukoko Uni fichó con el FC Port Moresby en mediados de 2013, para jugar la liga nacional. Fue el capitán del equipo. Fichó en junio de 2013 por el McLaren FC, equipo en que también fue capitán. En 2014 firmó con el Lae City Dwellers. Fue contratado por el Maclaren FC en agosto de 2014. Fichó por el Port Moresby FC en el inicio de 2015, otro club con quien fue capitán. En fines de ese año fichó por el Erema FC. Fue contratado por el Port Moresby FC otra vez en enero de 2016 y volvió al Lae City Dwellers en el mismo año. En agosto de 2016, fichó por el Maclaren FC para jugar otra temporada de fútbol regional de su patria natal.

### Clubes
| Club                | País               | Año             |
| ------------------- | ------------------ | --------------- |
| Morobe Kumuls FC    | Papúa Nueva Guinea | 2007 - 2008     |
| Hekari United       | Papúa Nueva Guinea | 2008 - 2010     |
| Eastern Stars FC    | Papúa Nueva Guinea | 2010 - 2011     |
| Kakamora FC         | Islas Salomón      | 2011            |
| POMSOE FC           | Papúa Nueva Guinea | 2011 - 2012     |
| Eastern Stars FC    | Papúa Nueva Guinea | 2012            |
| POMSOE FC           | Papúa Nueva Guinea | 2012            |
| Sunshine Coast Fire | Australia          | 2012            |
| Hekari United       | Papúa Nueva Guinea | 2012            |
| McLaren FC          | Papúa Nueva Guinea | 2013            |
| Tukoka Uni          | Papúa Nueva Guinea | 2013            |
| Lae City Dwellers   | Papúa Nueva Guinea | 2014            |
| Erema FC            | Papúa Nueva Guinea | 2015            |
| Port Moresby FC     | Papúa Nueva Guinea | 2016            |
| Lae City Dwellers   | Papúa Nueva Guinea | 2016            |
| Maclaren FC         | Papúa Nueva Guinea | 2016 - presente |

### Selección nacional
Representó 3 veces a Papúa Nueva Guinea y convirtió 1 gol.